# DSC

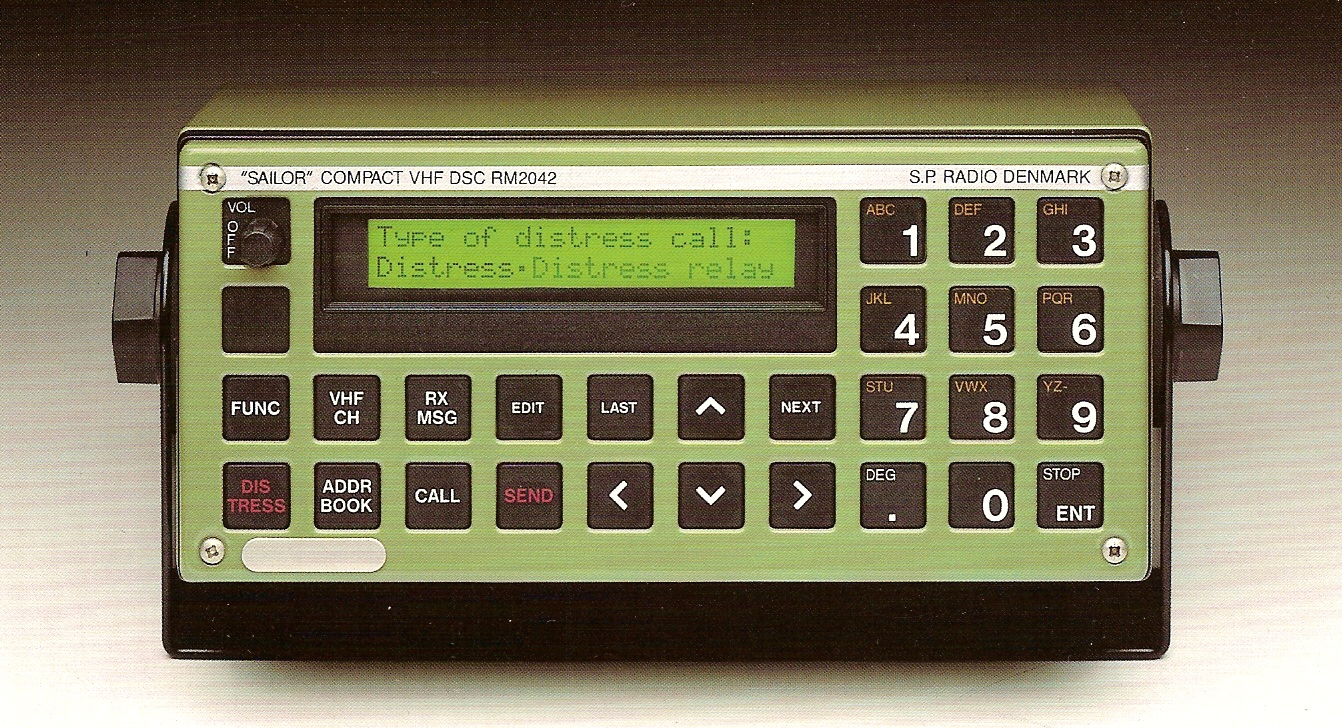
Una unitat Sailor VHF DSC

La trucada selectiva digital ( DSC ) és un estàndard per transmetre missatges digitals predefinits mitjançant els sistemes de ràdio marítima de mitjana freqüència (MF), alta freqüència (HF) i molt alta freqüència (VHF). És una part fonamental del Sistema Mundial de Seguretat en Socors Marítims (GMDSS).

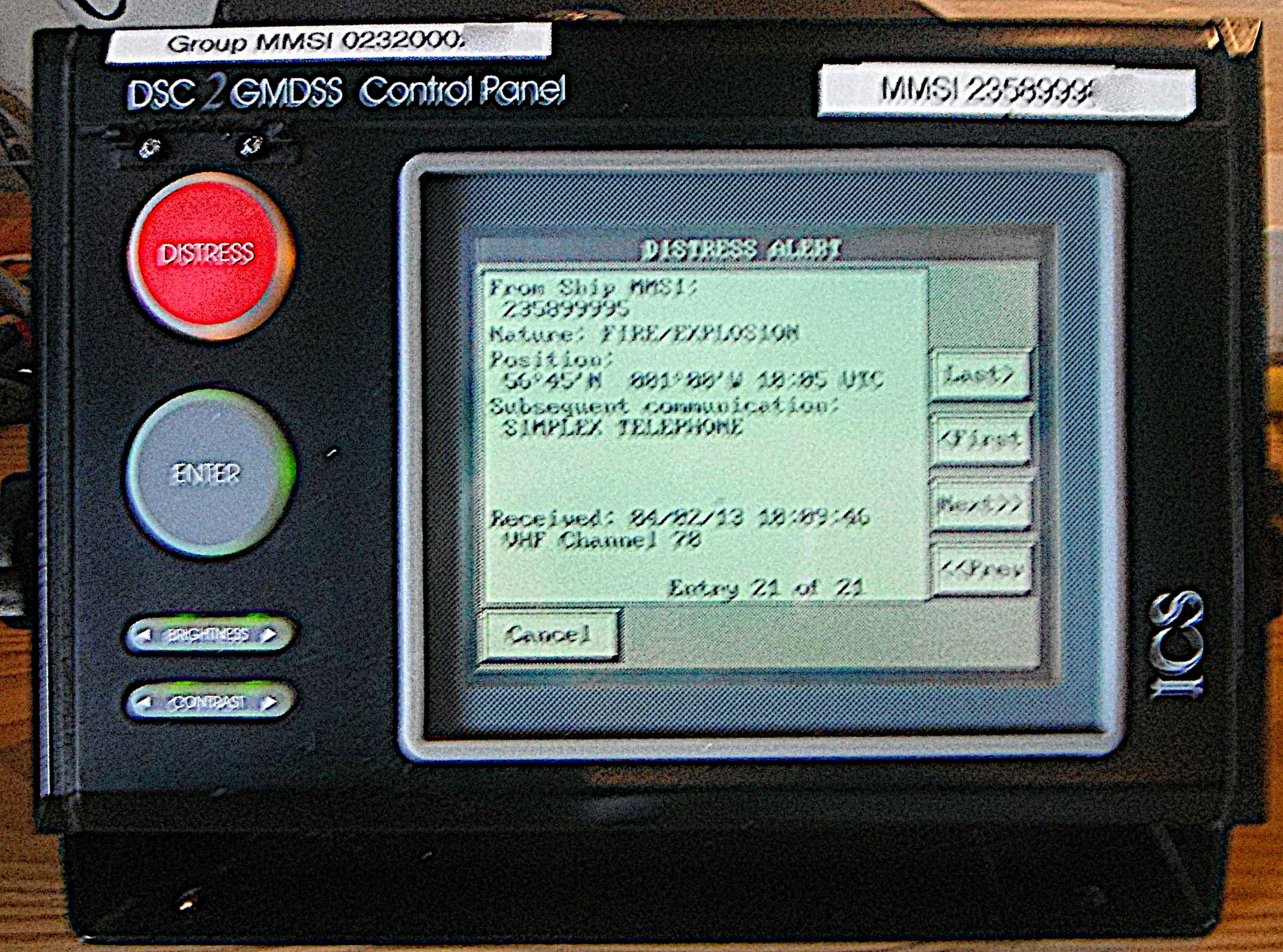
Un panell de control de pantalla tàctil DSC que mostra un missatge de socors (simulat). Aquesta unitat fabricada per ICS controla la missatgeria DSC per als transceptors VHF, MF i HF

## Història
El sistema DSC es va desenvolupar per substituir una trucada de veu en procediments antics. Com que un senyal DSC utilitza un senyal estable amb una amplada de banda estreta i el receptor no té silenciador, té un abast una mica més llarg que els senyals analògics, amb un abast fins a un vint-i-cinc per cent més llarg i significativament més ràpid. Els remitents DSC estan programats amb la identitat del servei mòbil marítim (MMSI) del vaixell i es poden connectar al sistema de posicionament global (GPS) del vaixell, que permet a l'aparell saber qui és, quina hora és i on és. Això permet enviar un senyal de socors molt ràpidament.
Sovint, els vaixells utilitzen controladors VHF DSC i MF/HF DSC separats. Per a VHF, DSC té el seu propi receptor dedicat per controlar el canal 70, però utilitza el transceptor VHF principal per a la transmissió . Tanmateix, per a l'usuari, el controlador és sovint una sola unitat. Els dispositius MF/HF DSC controlen diverses bandes per a les transmissions de seguretat, urgència i seguretat en els 2, 4, 6, 8, 12 i 16 bandes marines de MHz. Com a mínim, els controladors controlaran 2187.5 kHz i 8414,5 kHz i una banda més. No obstant això, per a la monitorització automatitzada, sovint es necessita una segona antena només de recepció (especialment en embarcacions d'esbarjo no comercials) ja que s'utilitza un sintonitzador separat del principal; això és independent de la programació de ràdios per controlar les freqüències DSC definides per l'usuari (que farien servir l'antena principal).

## Senyal de socors
Quan s'envia un senyal de socors el dispositiu DSC inclourà com a mínim el número MMSI del vaixell. També pot incloure les coordenades si la ràdio està connectada al sistema GPS i, si cal, el canal per als missatges de radiotelefonia o radiotèlex següents. L'angoixa es pot enviar com a intent d'una sola freqüència o multifreqüència. En el primer, s'envia un senyal de socors en una banda i el sistema esperarà fins a quatre minuts per rebre un reconeixement DSC d'una estació costanera . Si no es rep cap, repetirà l'alerta de socors fins a cinc vegades. En un intent multifreqüència, el senyal de socors s'envia a la MF i totes les freqüències de socors d'HF al seu torn. Com que això requereix resintonitzar l'antena per a cada enviament, sense esperar un reconeixement, només s'ha de fer un intent de multifreqüència si només queden uns minuts perquè les bateries del vaixell estiguin sota l'aigua. Com que el missatge de socors només es pot enviar en una de les bandes, molts vaixells i estacions costaneres poden estar escoltant una banda sense el missatge i, al cap de cinc minuts, transmetran el senyal de socors a una estació costanera.
Les trucades de socors poden ser no designades o bé designades. Aquest últim permet enviar una de les deu designacions predefinides juntament amb el senyal de socors. Aquests són "vaixell abandonat", "incendi o explosió", "inundació", " col·lisió ", "enrocat", "enfonsament", "incapacitat i a la deriva", "pirateria o atac" i " home a l'aigua ". Per evitar falses alertes de socors, els botons de socors solen tenir cobertes protectores, sovint amb una coberta amb molla, de manera que s'han d'utilitzar dues mans simultàniament. Alternativament, alguns dispositius tenen sistemes de dos botons. Els operadors han de cancel·lar les alertes de socors enviades falsament amb una transmissió al canal designat pel senyal de socors.
Una estació costanera que rep una alerta de socors DSC esperarà 2,75 minuts abans d'enviar un reconeixement per permetre que altres vaixells de la zona propera rebin l'alerta. Això ajuda a les estacions costaneres a reduir-se on es troba un vaixell sense GPS. Aleshores, el dispositiu emissor deixarà de repetir l'alerta i sintonitzarà el canal designat perquè s'enviï el missatge de socors. Els vaixells que reben una alerta de socors que es troben fora de l'abast de l'estació costanera o que no reben un reconeixement, han de retransmetre l'alerta de socors per qualsevol mitjà per aterrar.

## Altres prioritats
Les prioritats de comunicació són: Socors, Urgència, Seguretat i Rutina. Una trucada DSC de socors s'anomena alerta. Urgència, Seguretat i Rutina s'anomenen Anuncis.
Els VHF de classe A, utilitzats en vaixells comercials, tenen la capacitat d'enviar socors, retransmissions de socors, urgència de tots els vaixells, seguretat de tots els vaixells, alertes/anuncis d'àrea geogràfica individual, grupal i telefònica al canal DSC 70 (canal digital reservat només per a DSC. ). Els VHF de classe D, utilitzats per a la majoria de vaixells d'esbarjo, poden enviar socors, totes les urgències dels vaixells, la seguretat de tots els vaixells i alertes/anuncis individuals als canals VHF del canal DSC 70. Tant a la classe A com a la D, podeu dirigir-vos als canals 06, 08, 72, 77 o un altre canal simple per a la trucada de seguiment RT (radiotelefonia [veu]). La classe D només té una antena i, per tant, només pot veure el canal 70 quan no transmet. Per a les alertes rutinàries, que s'utilitzen per establir comunicació amb una altra estació en un canal de treball, el receptor reconeix per confirmar que la comunicació es pot fer al canal adequat.
Tot i que hi ha freqüències reservades per a trucades HF DSC de socors, no hi ha cap prohibició de difondre trucades "rutinàries" no de socors a altres freqüències designades per DSC, que es defineixen a la ITU M.541 com:
- 2177, 2189,5 kHz
- 4208, 4208.5, 4209 kHz
- 6312.5, 6313, 6313.5 kHz
- 8415, 8415.5, 8416 kHz
- 12577,5, 12578, 12578,5 kHz
- 16805, 16805,5, 16806 kHz
- 18898,5, 18899, 18899,5 kHz
- 22374,5, 22375, 22375,5 kHz
- 25208.5, 25209, 25209.5 kHz

Hi ha un consens general que les trucades rutinàries utilitzen 2177.0, 4208.0, 6312.5, 8415.0, 12577.5 i 16805.0 kHz (la primera freqüència esmentada anteriorment a cada banda).

## Detalls tècnics
El DSC és un sistema síncron que utilitza caràcters composts per un codi de detecció d'errors de deu bits. Els bits es codifiquen mitjançant la codificació de desplaçament de freqüència. Per a alta freqüència i freqüència mitjana dos tons 170 S'utilitzen Hz a banda i banda de la freqüència assignada amb una velocitat de símbol de 100 baudis. Per a VHF els dos tons utilitzats són 1300 i 2100 Hz amb una velocitat de símbol de 1200 baudios. Cada caràcter es transmet dues vegades amb un retard de temps. L'especificació detallada es publica a la recomanació de la Unió Internacional de Telecomunicacions ITU-R M.493, la revisió 15 publicada el 2019 és la més recent.